# Kaarojärvi
Kaarojärvi är en sjö i Finland. Den ligger i kommunen Raumo i landskapet Satakunta, i den sydvästra delen av landet, 210 km nordväst om huvudstaden Helsingfors. Kaarojärvi ligger 19,1 meter över havet. Arean är 54,5 hektar och strandlinjen är 4,9 kilometer lång. Sjön  ingår i Bottenhavets kustområde.   I omgivningarna runt Kaarojärvi växer i huvudsak blandskog.